# 結城親光
結城 親光（ゆうき ちかみつ）は、鎌倉時代後期から南北朝時代にかけての武将。

## 生涯
白河結城氏2代当主・結城宗広の次男として誕生。
元弘元年（1331年）の元弘の変で、幕府方として楠木正成が篭城する河内国の下赤坂城（現在の大阪府南河内郡千早赤阪村）攻めに従軍、元弘3年の上赤坂城の戦いにも幕府側で参加するが、後に足利高氏（尊氏）に属して京都の六波羅探題攻めに参加している。幕府滅亡後の建武の新政では恩賞方、雑訴決断所、窪所の役人に任じられた。
足利尊氏が新政から離反し、箱根・竹ノ下の戦いで官軍を破って入洛すると、親光は尊氏を暗殺するため偽って降伏する。『太平記』によれば、親光は応対した大友貞載に、降参人のくせになぜ鎧を脱がないと言われ、尊氏暗殺の企てを見破られたと思い、せめて敵将の1人でも討ち取ろうと貞載を斬殺し、群がってきた足利兵を手当たり次第に斬り倒すも足利兵により殺されたとする。『梅松論』によれば、親光は貞載に斬りつけて重傷を負わせたが返り討ちにあって首を取られ、貞載もこの傷が元でまもなく死亡したとする。また、尊氏ではなく、箱根・竹ノ下の戦いで官軍から足利方に寝返った貞載を狙ったとする説もある。
建武政権では親光と楠木正成、千種忠顕、名和長年を合わせて「三木一草」と併称した。親光は「三木一草」の中で最初に果てた人物となった。